# Azidă
Azidele (numite impropriu și azotúri) sunt combinații organice și anorganice cu formula generală {\displaystyle RN_{3}} sau {\displaystyle RCON_{3}} (acil-azide). Sunt substanțe instabile, care se descompun prin încălzire, uneori cu explozie. Se consideră că azidele sunt săruri ale acidului numit acid hidrazoic sau azohidric {\displaystyle HN_{3}.\!}
Dintre acestea, o puternică tendință de descompunere o au azidele metalelor grele, fiind astfel utilizate ca inițiatori pentru explozivi (de exemplu azida de plumb întrebuințată la confecționarea capselor detonante).

## Obținere

### Acil-azide

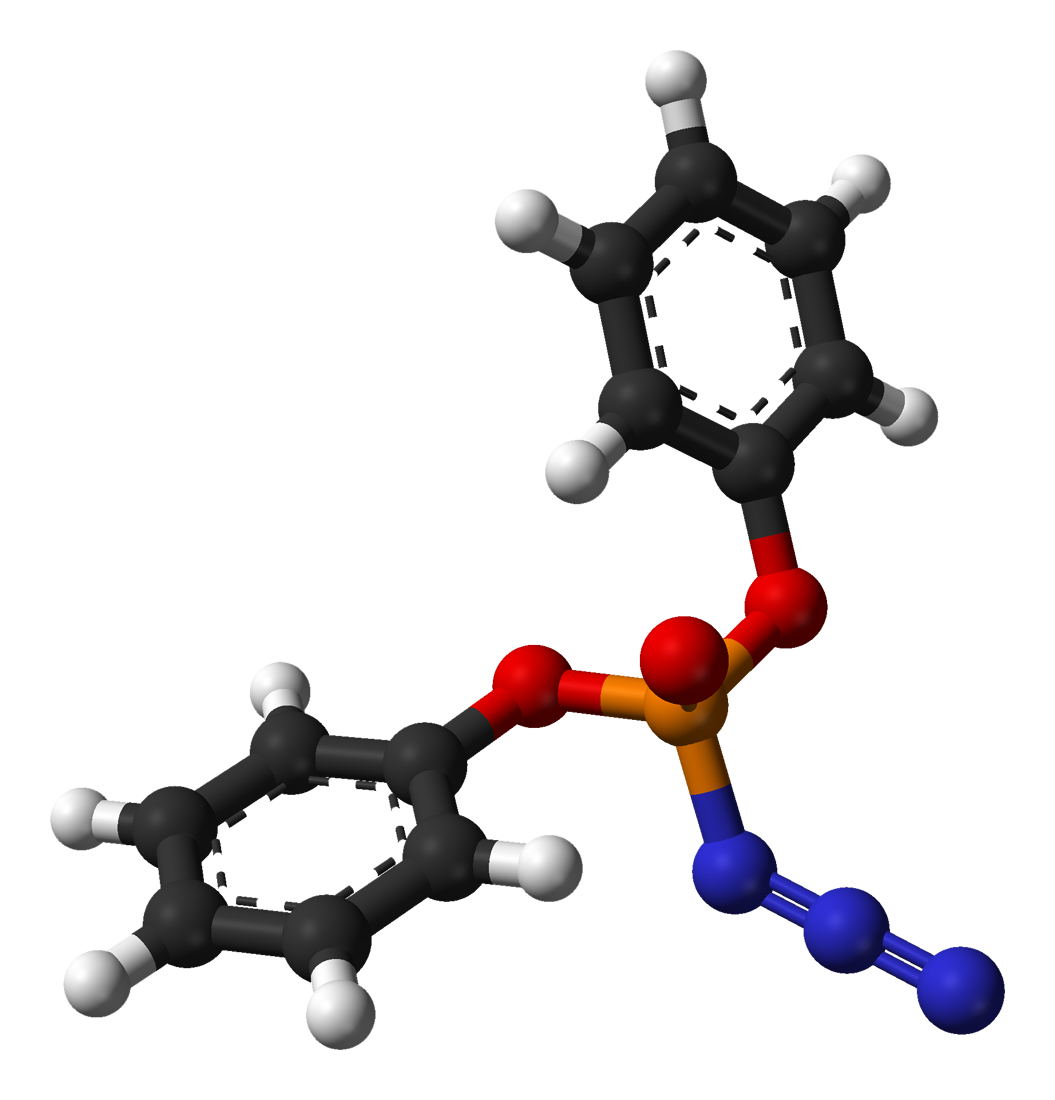
Difenilfosforil-azida

Acil-azidele sunt de obicei obține în urma reacției dintre o clorură de acil sau o anhidridă acidă și azida de sodiu sau trimetilsilil-azida. De asemenea, acil-azidele se mai pot obține prin tratarea acil-hidrazinelor cu acid azotos. Ca și metodă alternativă este reacția directă a unui acid carboxilic cu difenilfosforil-azida (DPPA).

### Azide anorganice
Sunt săruri de metale (metale alcaline, tranziționale, etc). Pot fi produse prin reacția dintre protoxid de azot și amiduri alcaline în amoniac lichid:
N2O  +  2 NaNH2 →   NaN3  +  NaOH  +  NH3